# 朝日自動車グループ
朝日自動車グループ（あさひじどうしゃグループ、英称：ASAHI Motor Corporation group）は、東武鉄道傘下（東武グループ）のバス・タクシー事業者のうち、朝日自動車が統括する企業グループ。

## 概要
グループ全体（高速バスを除く）の営業エリアは、東京都23区北東部、埼玉県（秩父を除く）、群馬県（西毛を除く）、栃木県（南部を除く）、千葉県北西部、茨城県南西部と関東地方の広範囲に渡る。
東武鉄道グループのバス事業者は、東武バス（2002年に設立し東武鉄道直営のバス事業を継承）とその地域子会社（東武バスセントラル、東武バスウエスト、東武バス日光）と、朝日自動車グループ傘下の各社に大別される。東武鉄道グループのタクシー事業者は、全て朝日自動車グループに属する。いずれもバス事業者の一部がタクシーも合わせて営んでいるが、過去にはタクシー専業の事業者もあった。「朝日自動車グループ」という括りは、東武グループ内での事業統括上のものであり、2000年代以降の東武グループのバス事業再編の中で生まれた枠組みである（詳細は#沿革を参照）。
朝日自動車グループ共通の取り組みとして、2017年に「朝日自動車グループ共通学生フリーパス」を発売した。朝日自動車をはじめ、川越観光自動車、国際十王交通、阪東自動車、茨城急行自動車の埼玉、千葉周辺で営業する5社の路線バス（一部路線を除く）で使用できる。
朝日自動車株式会社、川越観光自動車株式会社、国際十王交通株式会社の3社は東武バスウエスト株式会社とともに、埼玉県から国民保護法に基づく指定地方公共機関に指定されている。
かつてはタクシー専業事業者も属していたことから、バス専業事業者のみを束ねて「朝日バスグループ」と呼称する場合があった。
かつての朝日自動車、茨城急行自動車、川越観光自動車、旧東武ダイヤルバスの公式ウェブサイトの共通ヘッダには「Asahi Bus Group Web」とアルファベット表示で記載されていた。これは、旧東武ダイヤルバスの公式サイトが閉鎖された後に修正され、トップページから消滅し、時刻表のページにのみ「Asahi Bus Group Web」の表記が残ったが、日本語表記では「朝日自動車グループ」となっていた。2020年以降、3社は順次公式サイトをリニューアルして独自のサイトデザインとなり、旧時刻表ページも閉鎖され、「Asahi Bus Group」という表現は完全に消滅した。
ほかにも、東武鉄道の公式サイト上に置かれていた「東武グループ PASMO総合ご利用ガイドブック」の旧バージョン（2024年現在は閲覧・ダウンロード不可）など、僅かに表記が見られた。

## 沿革
東武鉄道を頂点とする東武グループは沿線を中心に関東地方の各都県で、多数のタクシー事業者を傘下に収めていた。事業者数が増えていくにつれて各社間の統括が難しくなっていたことから、最大規模であるタクシー事業者の朝日自動車を統括事業者として、朝日自動車グループを形成、事業者統括・営業地域整理等を行った。

一方、東武鉄道直営でバス事業を行う自動車局が存在し、「東武バス」の名称で東武鉄道沿線を中心とした関東地方一帯で路線バス網を展開していた。巨大な鉄道路線を有する東武鉄道は、1960年代までは破竹の勢いで沿線に路線網を急拡大したものの、1970年代以降になると北関東を中心にモータリゼーションが急速に進行し、さらに東京一極集中による人口流出や過疎化・少子高齢化の影響により、東武バスは縮小の道を歩むことになった。東武は1980年代以降群馬県、栃木県、茨城県の北関東3県で急激な路線廃止を推し進めて、館林市の様に「バスが走らない市」となる自治体も現れたほどであった。そうした路線廃止の過程で比較的収益の見込める路線や、自治体からの補助金で赤字を補填できる路線などが残され、かつての路線網から分断・孤立して枝線のように残存した。これらの路線を東武は傘下のバス事業者へ移管して「肩代わり」させるようになった。
2000年頃になると首都圏の埼玉県や千葉県でも東武バスの路線撤退が始まる。この頃から路線だけではなく営業所を含めて全てをグループ会社へ移管する方式が増え、車両が30台以上も所属する大規模な営業所や出張所が丸ごと移管される事例も出現した。こうして東武グループにおいては1980年代からの長期間にわたり、大規模な移管が進められていくことになった。

東武鉄道はかつて、1都5県にまたがり広大な路線網を有する、日本有数の規模を誇るバス事業者であったが、こうして地域ごとの各グループ会社に細切れに分断されて移管が進められた。その結果、東武鉄道は2002年に東武バス株式会社を設立して東京周辺と日光地区で行ってきた直営バス事業を分社化した。さらに2003年には朝日自動車を統括事業者として、従来から東武鉄道傘下に置いてきたバス事業者をまとめることを決定した。
その後は朝日自動車の主導のもとでグループ内での再編が進み、再編が本格的に始まった1990年代後半以降、23事業者が11事業者に再編された。
またバス事業者では2000年代から進められたバス事業の規制緩和により貸切バス部門の採算性が低下したため、当初はグループ内での事業整理・再編により解決を図ったものの好転せず、観光地を運行エリアとする関越交通と日光交通を除く各社は観光バスを大幅に減車した（東北急行バス・茨城急行自動車は一般貸切旅客自動車運送事業自体を廃業した、なお桐生朝日自動車は元々一般貸切旅客自動車運送事業は有していなかった）。
東北急行バス・茨城急行自動車以外は、乗合車両での短中距離貸切等を行っており、朝日自動車・国際十王交通・川越観光自動車では公式サイト内に貸切バス案内ページ（朝日は乗合車両の貸切のみ）を群馬県以外の営業所のみ対象として開設している。また、川越観光自動車では後に企業送迎用として、東武グループ観光デザインの中型観光車両、国際十王交通では朝日バスグループ乗合共通デザインで自家用・送迎仕様の大型乗合車両と一般カラーのマイクロバスをそれぞれ貸切扱いで導入している。国際十王はさらに、川越観光同様の東武グループ観光デザインの中型観光車両も導入している。
このような状況から、一般貸切旅客自動車運送事業免許を有している事業者（朝日、国際十王、阪東、関越、日光、川越観光）は日本バス協会から貸切バス事業者安全性評価認定制度による認定を受けている。（2021年12月時点では、全対象事業者が最上級の三ツ星に認定されている。）2019年頃から各社は公式サイトに認定を受けていることを表示しアピールするようになった。
2010年代に入ると再びタクシー事業者の再編が始まり、金龍自動車交通を法人ごとグループから売却、また、関越交通前橋営業所・後閑営業所、朝日自動車川越営業所ほか多数、日光交通宇都宮営業所ほか多数、国際十王交通熊谷営業所にてタクシーの営業を廃止し、グループ外企業に事業譲渡した。金龍自動車交通の売却により、東武グループにタクシー専業事業者は存在しなくなり、全タクシー取扱事業者5社がバス兼業となった（2022年4月からは国際十王交通がバス専業となり、兼業は4社）。

## グループ事業者
以下、朝日自動車グループに属する事業者と営業地域・主な事業を列挙する。

### バス・タクシー事業者
朝日自動車トップページ下部《朝日自動車 グループ》リンク記載の順に掲載
- 朝日自動車 - 東京都足立区（コミュニティバスのみ）・埼玉県東部・北部、群馬県南部、茨城県南西部（バスのみ）・千葉県西部（バスのみ）
  - グループ統括
  - 路線バス（ASAHI - 朝日バス）
  - タクシー（朝日タクシー）
- 関越交通 - 群馬県中部・北部
  - 路線バス（KKK ／KAN-ETSU - 関越交通バス）
  - 高速バス（KKK ／KAN-ETSU KOTSU ／Azalea Express）
  - 観光バス（KKK ／KAN-ETSU KOTSU）
  - タクシー（関越交通タクシー）
  - 旅行
  - オートガス販売
- 川越観光自動車 - 埼玉県南西部
  - 路線バス（K.K.J. ／KAWAGOE KANKO - 川越観光バス）
  - 高速バス（K.K.J. ／KAWAGOE KANKO）
- 阪東自動車 - 千葉県
  - 路線バス（BANDO - 阪東バス）
  - 観光バス（BANDO）
  - 旅行
- 茨城急行自動車 - 埼玉県南東部、千葉県、茨城県
  - 路線バス（IBAKYU - 茨急バス）
- 日光交通 - 栃木県日光・鬼怒川地区
  - 路線バス（NIKKO ／TDB - ダイヤルバス）
  - 観光バス（NIKKO ／TDB）
  - タクシー
  - 索道（明智平ロープウェイ）
- 国際十王交通 - 埼玉県熊谷市周辺
  - 路線バス（KOKUSAI - 国際十王バス）
  - 高速バス（KJK ／Kokusai Juo）
- 東北急行バス - 長距離高速バス
  - 高速バス（TOHOKU EXPRESS）
- 桐生朝日自動車 - 群馬県桐生市（主に旧桐生市域）
  - 路線バス（コミュニティバス受託のみ）
  - タクシー（朝日タクシー）

### その他の事業者
- 朝日カーメンテナンス - 埼玉県さいたま市北区・越谷市・千葉県柏市・栃木県足利市（直営拠点所在地）
  - 自動車整備業

### 元グループ事業者
1990年代以降に属していた事業者。それ以前の時代については各事業者の沿革を参照。
- さくら観光自動車 - 1995年、朝日自動車に吸収され消滅。
  - 観光バス
- 桐生ハイヤーセンター - 2000年3月、桐生朝日自動車に吸収合併され消滅。
  - タクシー
- 群馬観光タクシー - 群馬県渋川市渋川1847。2000年10月、関越交通に事業譲渡して消滅。
  - タクシー
  - バス（乗合タクシー）
- キング観光バス - 千葉県船橋市南本町13-6（現・東武ストア船橋南本町店）。2002年2月、阪東自動車に吸収合併され消滅。
  - 観光バス（KING ）
- 吾妻観光自動車 - 群馬県吾妻郡中之条町大字伊勢町700-1（現・関越交通吾妻営業所）。2002年10月、関越交通に吸収合併され消滅。
  - 路線バス（AGATSUMA ／AKK）
  - 観光バス（AGATSUMA ／AKK - 吾妻観光バス）
- 両毛観光バス - 2002年10月、国際ハイヤーに吸収合併され消滅。
  - 観光バス（RYOMO ／R.K.）
- 十王自動車 - 2004年1月、国際ハイヤーと合併し、国際十王交通を設立し、一旦消滅。新生・十王自動車が、2022年4月1日付で国際十王交通から分離独立[9]。
  - 路線バス（JUO ／JUO BUS - 十王バス）
  - 高速バス（JUO）
  - 観光バス（JUO - 十王観光）
  - タクシー（十王タクシー）
  - 旅行（十王観光）
- 国際ハイヤー - 2004年1月、十王自動車と合併し、国際十王交通を設立（存続会社）。
  - 路線バス（KOKUSAI - 国際バス）
  - 観光バス（RYOMO ／R.K. - 両毛観光バス）
  - タクシー（国際ハイヤー）
  - 不動産賃貸
- 足利自修工業 - 栃木県足利市新山町4（現・朝日カーメンテナンス足利工場）。2005年4月、三進自動車工業と合併し、朝日カーメンテナンスを設立。
  - 自動車整備
- 三進自動車工業 - 埼玉県さいたま市北区日進町1-107（現・朝日カーメンテナンス大宮三進工場）。2005年4月、足利自修工業と合併し、朝日カーメンテナンスを設立（存続会社）。
  - 自動車整備
  - 損害保険代理
  - 空調・電気工事設計施工
  - 家庭用電気器具販売・修理
- 東武ダイヤルバス - 2008年4月、日光交通に吸収合併され消滅。
  - 路線バス（TDB ）
  - 観光バス（TDB ）
- 陽南タクシー - （後の日光交通宇都宮営業所、現閉鎖）。1993年10月、日光交通に吸収合併され消滅。
  - タクシー
- 群北タクシー - 群馬県沼田市材木町1181-3（後の関越交通タクシー沼田営業所旧所在地、現閉鎖）。詳細不明。
  - タクシー
- 前橋タクシー - 群馬県前橋市平和町1-6-2（後の関越交通前橋営業所、現閉鎖）。詳細不明。
  - タクシー
- 東通乗用自動車 - 埼玉県越谷市大沢3-4-35（現・朝日自動車北越谷営業所）。詳細不明。
  - タクシー
- 金龍自動車交通 - 東京都足立区
  - タクシー。日本交通に売却。日交足立を経て、現在は日交美輝として営業している。
- なお、東武グループ内では、当グループ各社以外にも東武興業株式会社もタクシー事業を行っていた（日本交通傘下の東洋交通に売却され同社練馬営業所を経て日交練馬として再分割）が、この会社の主要な事業は、レジャー部門に分類される上、会社規模も朝日自動車より大きい為、当グループには含まれないと考えられる。

## PASMOの導入状況
首都圏1都3県（東京都・神奈川県・埼玉県・千葉県）で利用可能であったバス共通カードは、朝日自動車、川越観光自動車、国際十王交通、茨城急行自動車（古河営業所を除く）で導入していた。新設路線（及び埼玉・群馬県境、埼玉・茨城県境を跨ぐ朝日バスの路線・営業所の一部）を除き、旧東武バスから継承された路線であった経緯から、現在のPASMO同様に東武バス（東武バスセントラル）グループ扱いであり、営業所・車内等で購入できた同カードは「東武鉄道」→「東武バス」表記であった。2010年7月31日をもって、東武・朝日バスグループでの利用を終了した。
PASMO（及び相互利用でSuicaほか交通系ICカード各種）の利用については、バス共通カードを導入していた朝日自動車、川越観光自動車、国際十王交通、茨城急行自動車（古河営業所を除く）で利用可能である。バス共通カードと同様に取り扱い上は東武バス（東武バスセントラル）グループ扱いとなり、利用履歴は「バス等 東武CE」と記載される。
PASMO導入は、2007年12月の朝日自動車越谷営業所を皮切りに順次進められ、2009年3月の阪東自動車への導入をもって一旦完了した。その後、2020年4月1日より関越交通（一部路線除く）でもPASMOが導入された。
茨城急行自動車古河営業所ではPASMO未導入で将来的な導入予定も未定である。

## 車両

### 路線バス

#### 朝日バスグループ共通デザイン
白地に赤い半円（楕円）とそれに沿うようにカーブを描いた青いラインで構成される。赤い半円内には、ブランド名のアルファベット表記（ASAHI ・K.K.J.→KAWAGOE KANKO ・KOKUSAI ・TDB ・NIKKO ・KAN-ETSU ）が白抜きの斜体で、中央より上寄りの位置に切れ間があるデザインで記載されている。このブランド名の大きさは事業者によって多少差異がある。また、国際十王では、2002年より共通カラーから一部カスタマイズされ、白色のブランド名の部分が銀色となった車両が2台在籍している（2018年2月まで熊谷営、以降旧伊勢崎営）。これは、社会実験で反射材を使用したものであったが、あまり効果は見られず、本採用されることはなかった。
朝日バス、川越観光バス、国際十王バス熊谷営業所の3ブランドは朝日バスグループの中でも特に朝日バスカラーを1998年の採用当初（国際十王熊谷営は、2001年の旧国際バスとしてのバス事業新規参入時）からオリジナルカラーとして使用している。また、関越交通バス、旧国際十王バス伊勢崎営業所、日光交通ダイヤル営業所（旧東武ダイヤルバス）には、従来共通デザイン車はなく、オリジナルのデザインであったが、2006年頃より順次朝日バスなどからの移籍により、共通デザイン車が増えてきている（ただし、後に日光交通ダイヤル営が阪東バスから、旧国際十王伊勢崎営が阪東バスと東武バスから車両の譲渡を受け、元のデザインのまま、ブランド・社名だけ書き換えて導入している）。
また、各社が受託しているコミュニティバスの専属車両は専属デザインであることが多かったが、共通運用化による運用均等化による長寿命使用などを目的として、専用デザインを廃して、朝日バスカラー車へ置き換える動きがある（朝日・行田市内循環バス、桐生朝日・桐生市おりひめバス、国際十王・熊谷市ゆうゆうバスなど）。

#### 他ブランドのデザイン
茨急バス・阪東バスには、共通デザインは導入されていない。茨急バスでは、朝日バスから車両の移籍を受けているが、関越交通・日光交通ダイヤルバスとは異なり、茨急バスオリジナルデザインに塗装変更してから導入している。
朝日バスカラーを初期投入している3社では、旧東武バス（東武鉄道バス事業本部）からの移管期には、東武バスの移管車に東武バスデザインそのままで、それぞれのブランド名（朝日自動車→朝日バス・川越観光自動車→川越観光・国際ハイヤー→国際バス・茨城急行自動車→茨急バス）に書き換えただけの車両も走らせていたが、それらは現在全車廃車されている（後から共通カラーに塗り替えた車両もあった）。また、国際十王伊勢崎営業所にて東武バスウエストから車両が移籍され、東武バスデザインのまま運用している（ブランド名表記は、朝日グループ共通デザインに準じたアルファベット表記（KOKUSAI）となっている）。

#### 車両サイズ
車両の大きさは、モータリゼーションの影響を強く受けている路線が多い影響で中型車が中心となっており、さらに利用者が少ない路線では小型車やワゴン車両（関越バス）も導入されている。国際十王(熊谷)では、あえて従来の大型・中型では通れない区間を走る小型車専用の路線（狭隘路線）をかつて新規開設して運行していたこともある。
川越観光バス・阪東バスでは、団地線を多く抱える事から新車の大型車が継続的に投入され続けているので、他の各社でも定期的な大規模輸送に対応するため、数台程度大型車（新型購入または川越観光あるいは東武バスからの移籍）も在籍している。
令和元年以降近年の傾向として、大型車新車を順次投入する事業者・営業所が増えている。

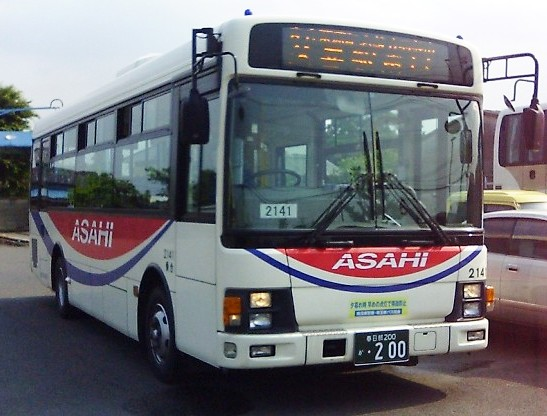
乗合車両朝日バスグループ共通デザイン（写真は朝日バス）
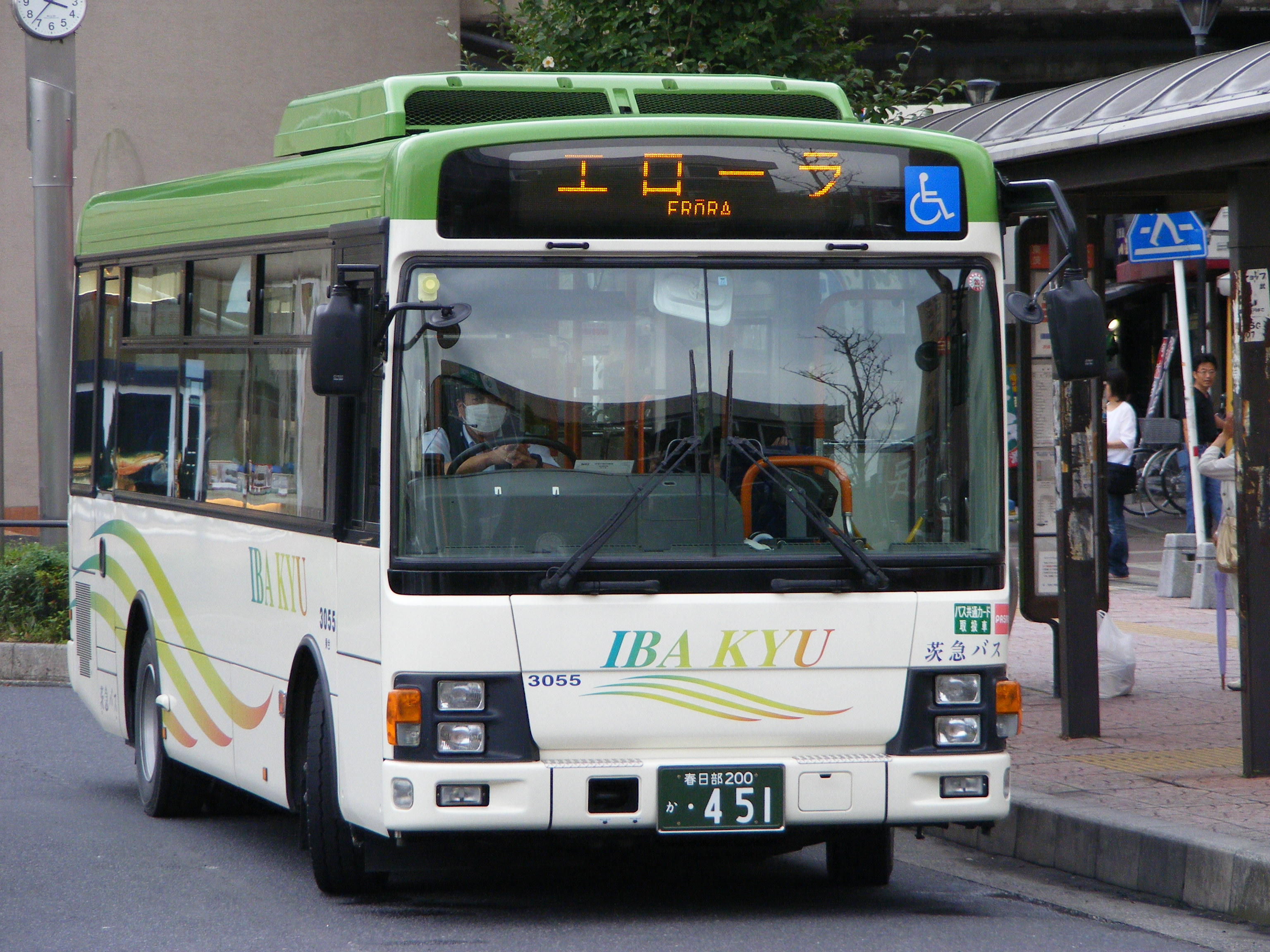
茨急バスデザイン
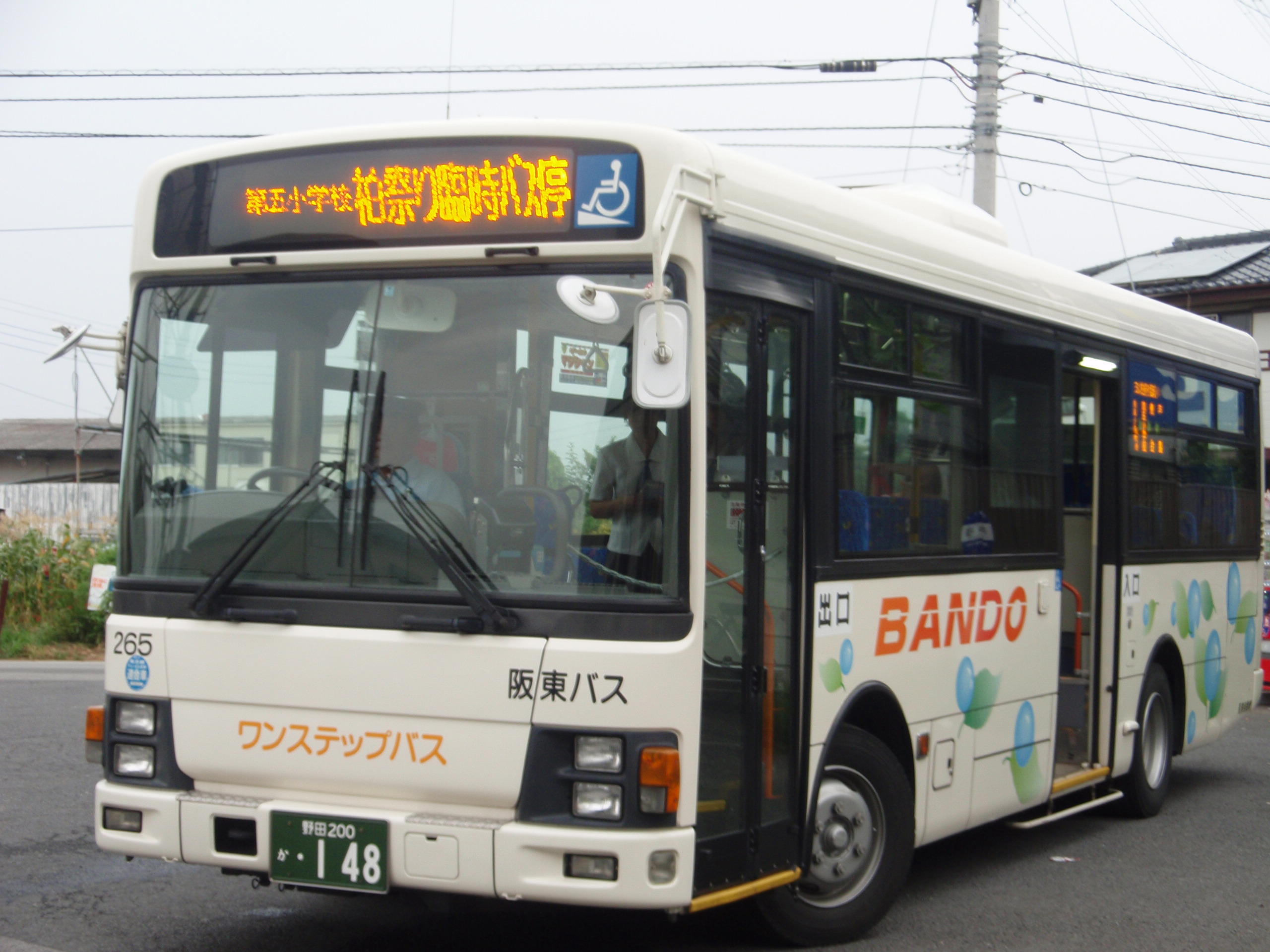
阪東バスデザイン
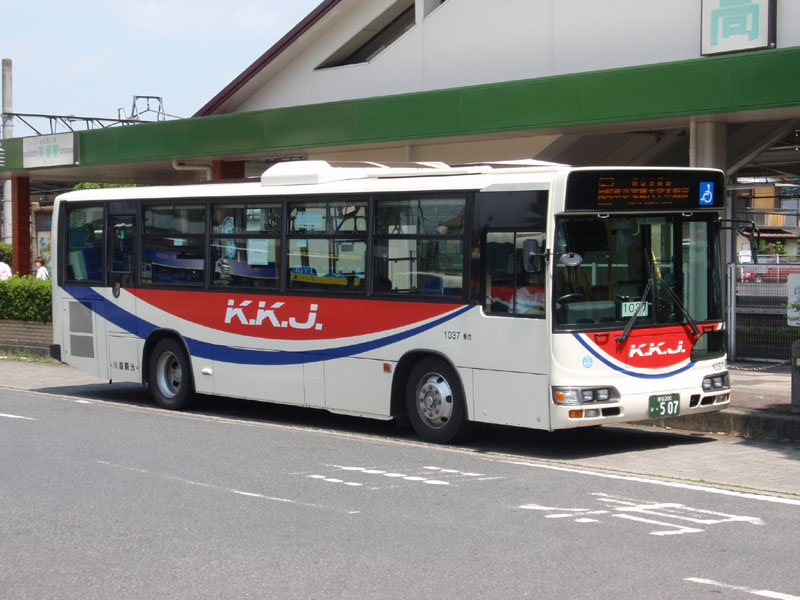
大型乗合車両の導入例（写真は川越観光バス）

### 観光・高速バス

#### デザイン
貸切・観光・高速バスのボディカラーは、関越交通の高速バス車両、東北急行バスの大多数の車両、国際十王交通のマイクロバスを除き、1994年4月から導入された「東武グループ観光車統一デザイン」が採用されている。オレンジを基調とした暖色系のグラデーションと、ホワイトの緩やかな曲線で構成されていて、暖色系の部分にはブランド名（ASAHI ・KAWAGOE KANKO ・Kokusai Juo ・TDB ・KAN-ETSU ・NIKKO ・BANDO ・TOHOKU EXPRESS 朝日バスグループ共通路線バス車両と同じく白抜きの斜体で中央より上寄りの位置に切れ間があるデザインだが、東北急行は独自フォント）の下にTOBU GROUP. と表記され、東武鉄道グループの一員であることをアピールしている。また、高速バス（専属）車両は、さらにその下にEXPRESSと表記されている（東北急行はブランド名にEXPRESSが含まれているため省略）。フロントの入口側ライト上・リア上部中央にもブランド名（一部は略称、ASAHI ・K.K.J.→ KAWAGOE KANKO ・KJK ・TDB ・KAN-ETSU ・NIKKO ・BANDO ・TOHOKU 文字色は車両の仕様の関係で黒枠上に書かれる場合は白、それ以外はオレンジ）が記述されている。その他のデザインについては、各事業者の記事を参照のこと。

東北急行バスは、以前は高速バス専業ではなく貸切バス事業も行っていたが、その車両は東武グループ統一デザインであった。2016年に高速バス車両に国際十王交通から移管された車両を東武グループ共通デザインのままで投入したのを皮切りに、2017年以降の新車も東武グループ統一デザインで投入され、台数が増えている。

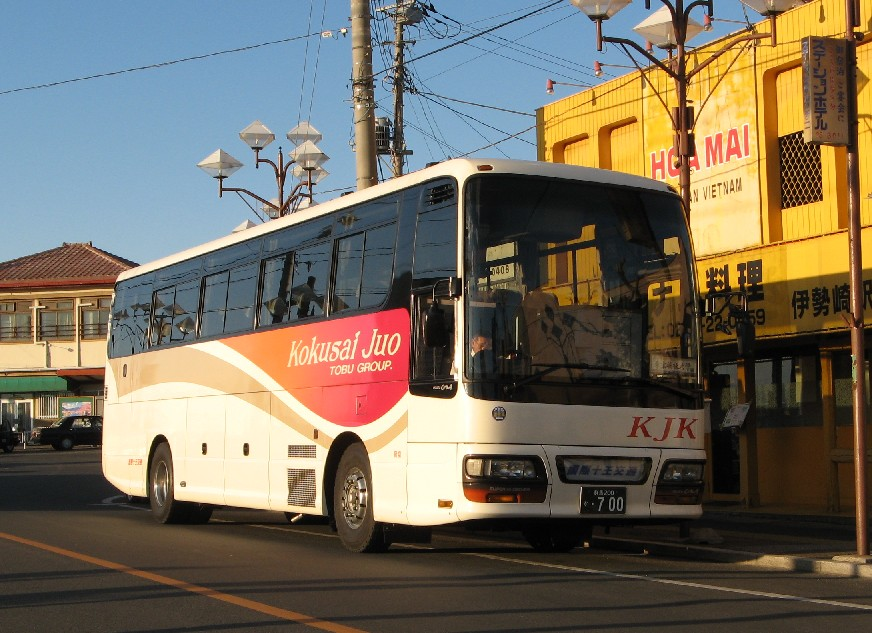
貸切・高速車両東武グループ共通デザイン（写真は国際十王交通の貸切バス車両）
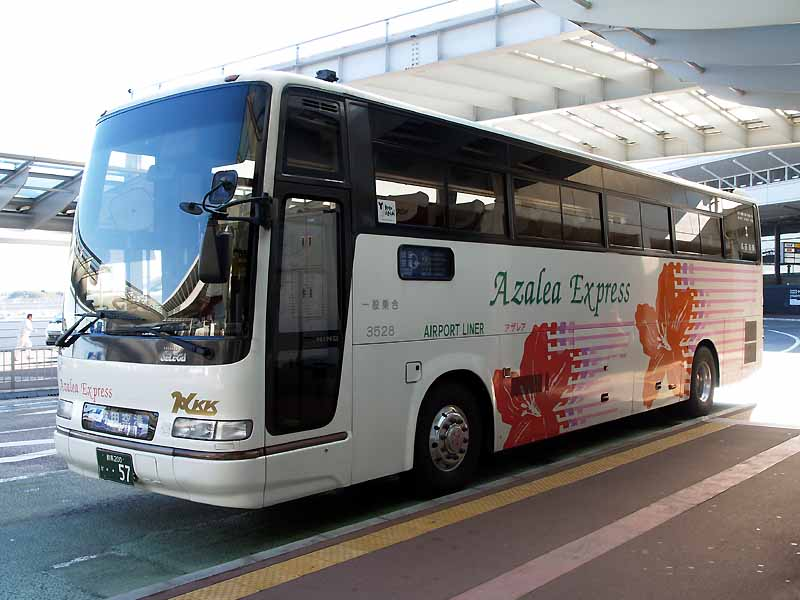
関越交通高速バスオリジナルデザイン（車体側面には企業ブランド表記の代わりに路線名が記載される）
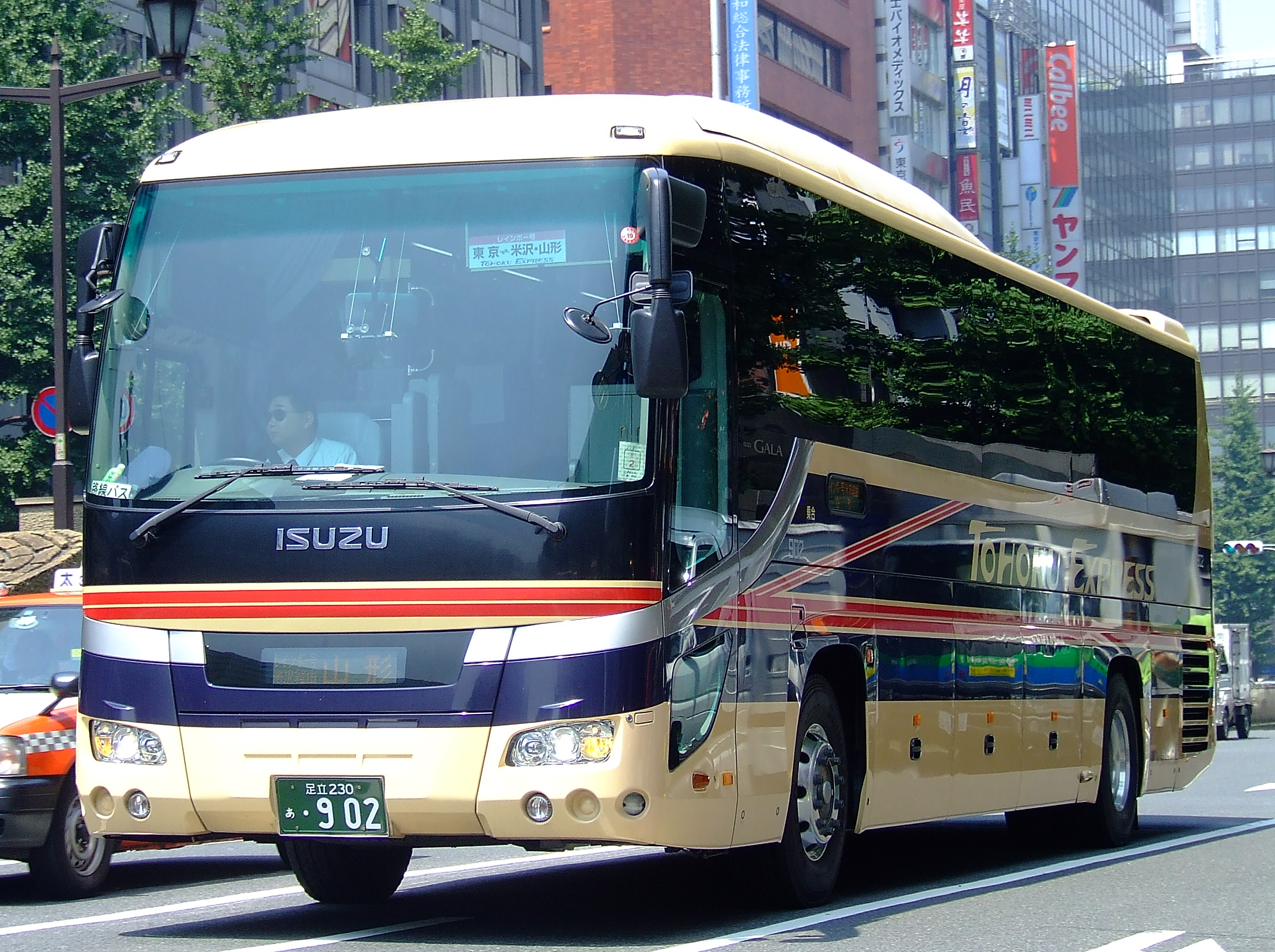
東北急行バスオリジナルデザイン

### タクシー

#### デザイン
各社とも朝日自動車グループ形成前に事業を開始していたため、それぞれ独自のデザインを導入している。ただし、朝日タクシーと桐生朝日タクシーのデザインは類似している。また後述の観光用ワゴンタクシーは、東武グループ共通観光バスデザインである。

#### 車両サイズ
中型車両の採用率が高い。なお、日光交通や関越交通タクシーは、観光地を営業エリアにしていることから、ワゴンタイプの車両（日光交通はジャンボハイヤーと呼称）も在籍する。

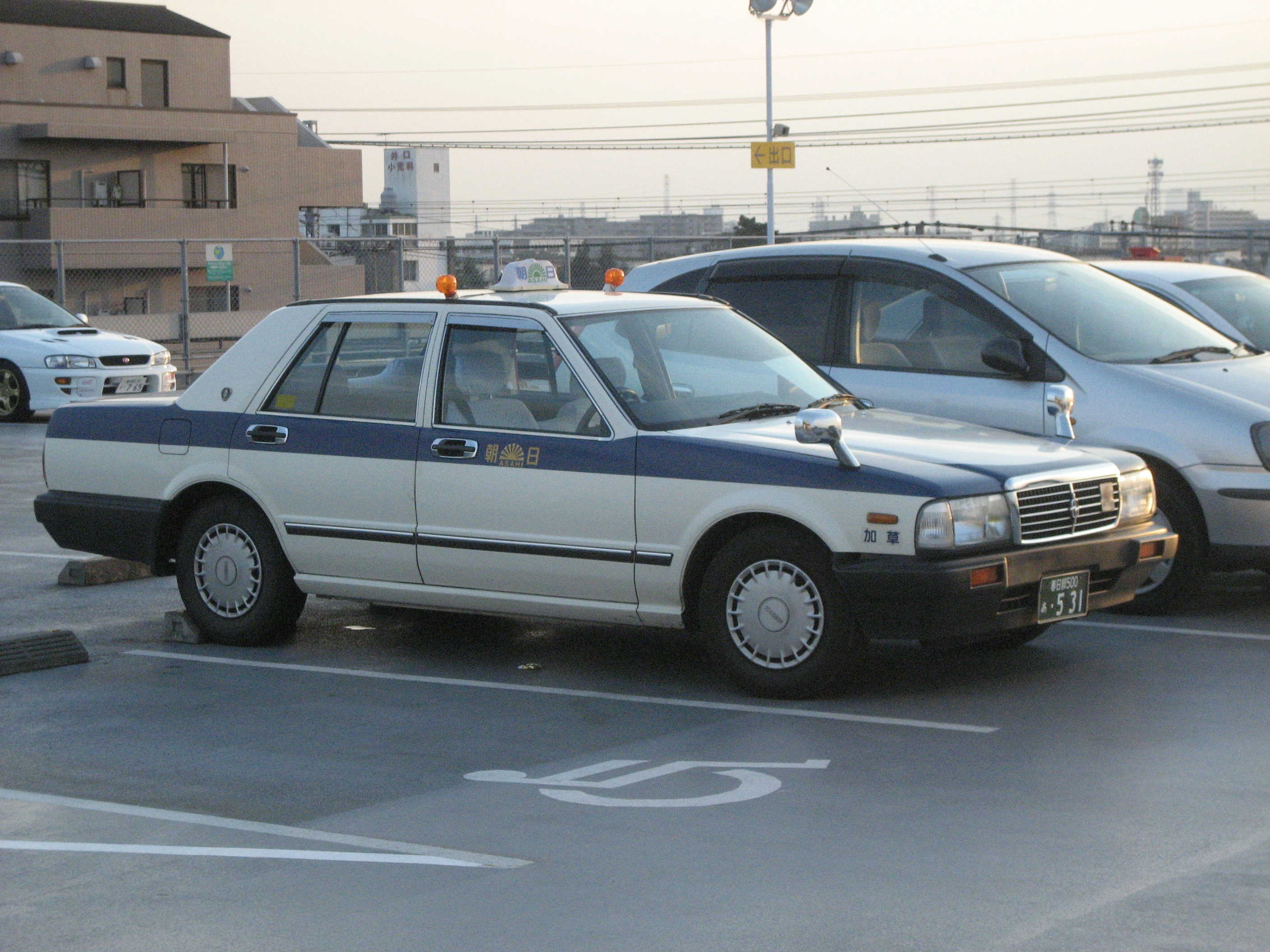
朝日タクシー
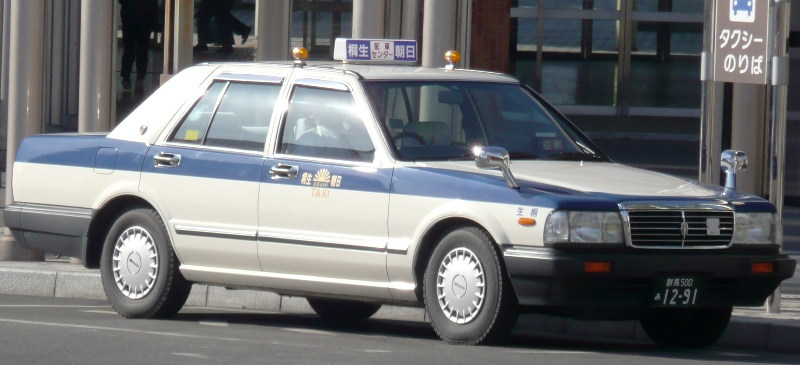
桐生朝日タクシー